# Galerija Meštrović u Splitu
Galerija Meštrović, muzejska ustanova utemeljena 1952. godine u palači Ivana Meštrovića koja je građena za stambeno-radne potrebe od 1931. do 1936. godine. Današnji fundus galerije čine ukupno 192 skulpture, 583 crteža, 4 slike, 291 arhitektonski nacrt iz razdoblja 1898. – 1961. godine.